# Бейтар Тель-Авів Бат-Ям
«Бейтар Тель-Авів Бат-Ям» (івр. מועדון כדורגל בית"ר תל אביב בת ים) — ізраїльський футбольний клуб, який представляє Тель-Авів і Бат-Ям. Грає в Лізі Алеф, третій за силою футбольний дивізіон Ізраїлю. Домашні матчі проводить на муніципальному стадіоні міста Рамла.

## Історія

### Колишні назви
- 2000–2010: «Бейтар Шимшон Тель-Авів»
- 2011–2018: «Бейтар Тель-Авів Рамла»
- 2019–т. ч.: «Бейтар Тель-Авів Бат-Ям»